# جيف بانكس (موسيقي)
جيف بانكس (بالإنجليزية: Jeff Banks)‏ هو موسيقي أمريكي، ولد في 7 يونيو 1927 في بيتسبرغ في الولايات المتحدة، وتوفي في 31 يناير 1997 في نيوآرك في الولايات المتحدة.